# Três Arroios
Três Arroios est une municipalité brésilienne située dans l'État du Rio Grande do Sul.